# Justine le Clercq
Justine le Clercq-Verhoog, född 1967 i Haag, är en nederländsk författare och sexarbetaraktivist. Efter en orolig ungdomstid har hon sedan 2004 publicerat texter och senare böcker med berättelser om personer från samhällets utkant. 2013 uppmärksammades utställningen Gratis is het woord niet, och senare har hon arbetat för en kooperativt driven bordell i Amsterdam.

## Biografi
le Clercq växte upp i en medelklassmiljö, som dotter till konstnären Aat Verhoog. Vid femton års ålder rymde hon hemifrån och bodde i sex års tid på härbärgen, ungdomsanstalter eller i bilar. 2013 såg hon tillbaka på denna period som en lärorik tid.

### Författare och kurator
le Clercqs texter har synts i litterära tidskrifter som Lave och De Brakke Hond. Hennes författarkarriär inleddes 2004 med novellen "Julia" i Haags Straatnieuws. Den presenterade en ung kvinna som lever som prostituerad och nyttjar droger – men långtifrån ser sig som något försvarslöst offer – en figur som le Clercq under de kommande tre åren fortsatte att berätta om i tidningen. Denna och andra av le Clercqs litterära gestalter, ofta exempel på personer i samhällets utkant, har hämtat inspiration från hennes egen omtumlande ungdomstid. Med personlig erfarenhet från konstvärlden ser hon också detta som en "marginal" som fångat hennes intresse.
2011 kom le Clercqs uppmärksammade debutroman De roemlozen ('De skamliga'). Två år senare publicerades Wegens geluk gesloten ('Stängt på grund av lycka'), en novellsamling som gavs betyget fyra stjärnor och den samlande beskrivningen "ett universum av tjackpundare, horor, galenskap, sjukdom och död" i dagstidningen Het Parool. Boken, som inleds med texten till Maarten van Roozendaals låt "Red mij niet" ('Rädda mig inte') lyfter fram le Clercqs tanke om att slippa bli sedd som ett offer som behöver skyddas från andra alternativt henne själv. En annan av novellerna kretsar kring de reglerade prostitutionsstråken där gatuprostitution var tillåten, zoner som etablerades i ett antal nederländska städer i slutet av 1900-talet men i de flesta fall togs bort åren kring 2010.
le Clercq har också vid olika tillfällen verkat som konstkurator. 2013 organiserade le Clercq den turnerande grupputställningen Gratis is het woord niet ('Gratis är inte ordet'), namngiven efter en dikt av Arnon Grunberg. Hon hade bett ett antal bildkonstnärer och författare att skapa verk baserat på just den här dikten. Utställningen visades bland annat i Pulchri i Haag och i ECI Cultuurfabriek i Roermond, med verk av namn som Marlies Dekkers, Hein de Kort, Bridget Maasland och Monique Sluyter. När utställningen i november samma år, vid slutet av turnén, skulle visas i stadshuset i Haag vägrade myndigheterna låta ställa ut vissa av de ingående verken i utställningen; detta inkluderade verk av Pat Andrea och Kamagurka.

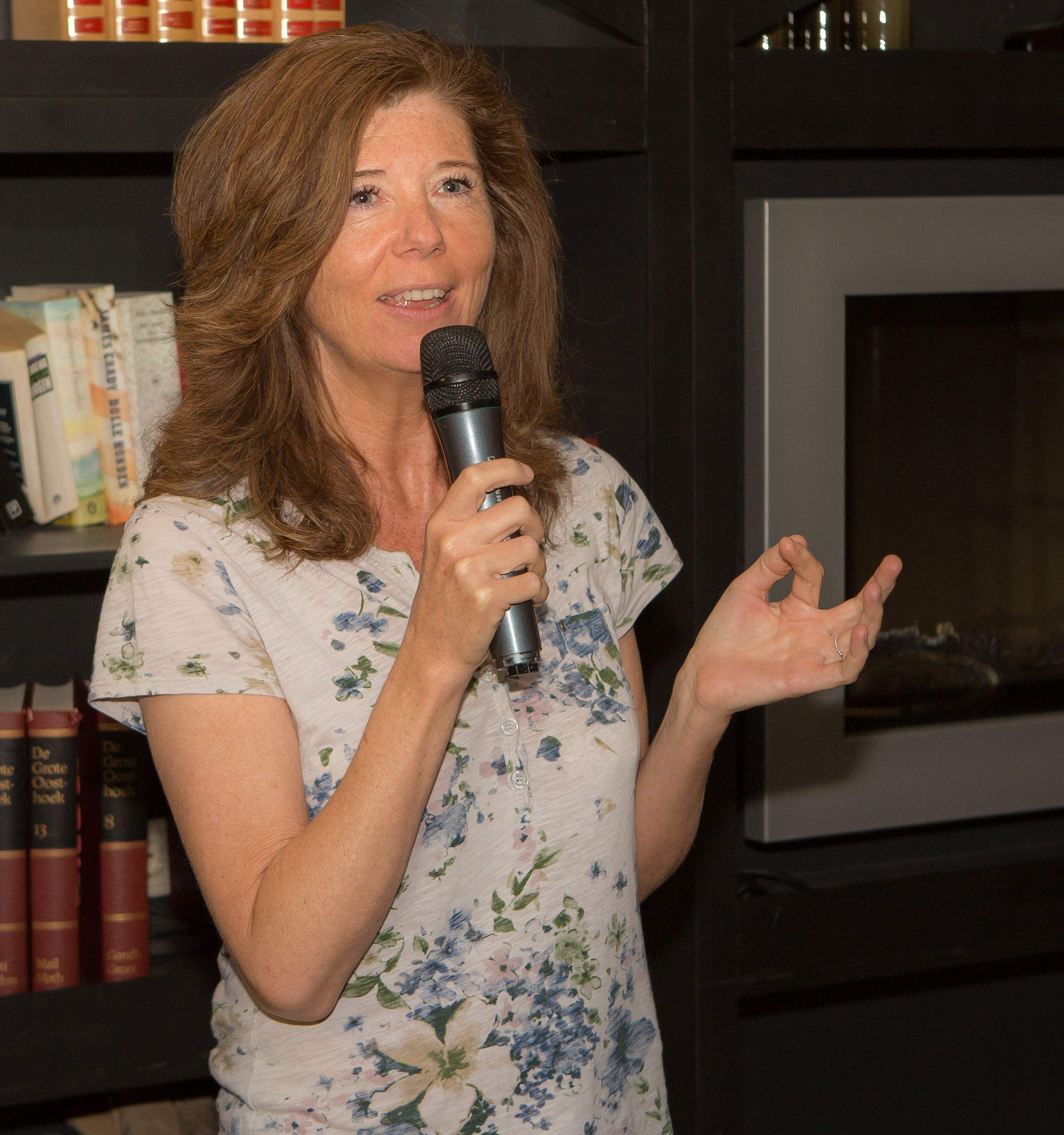
Justine le Clercq, 2015.

Romanen Krimp publicerades 2017, liksom hennes tidigare böcker på förlaget Podium. Historien kretsar kring "Lina" som intalar sig att hon för ett "normalt" liv, med arbete, kollegor, bil, hus och från och till pojkvän. Men något står inte rätt till, och när hennes far fyller 80 år kommer en mängd glömda ting upp till ytan. I boken undersöker le Clercq vad som krävs för att en kvinna ska ta till våld. Boken har hämtat viss inspiration från när hon själv blev arresterad 1989.

### Socialt arbete, bordelladministratör
le Clercq har sedan 2001 ägnat sig åt socialt arbete. På grund av erfarenheter av drogmissbruk och tre år som prostituerad på 1980-talet (mellan 18 och 21 års ålder) har hon även kommit att engagera sig i den nederländska sexbranschen och dess utveckling.
I mitten av 2010-talet arbetade le Clercq en kort tid för en sexbutik, och därefter valdes hon till styrelsen för en bordell i Amsterdam. Bordellen startades 2017 som ett kooperativ, med delat ägande och sammanlagt 14 "fönster" i De Wallen. Projektet inspirerades av ett kommunalt initiativ två år tidigare. le Clercq anser att den hårt reglerade nederländska prostitutionsmarknaden bidrar till ofriheter och färre möjligheter för de enskilda sexarbetarna. Bland annat har man haft problem med förbudet för sexarbetare i De Wallen att kunna marknadsföra sin verksamhet på sociala medier.